# 丸流兵法
丸流兵法とは、剣術の流派の一つ。八戸を代表する武術の一つである。

## 歴史
高木新左衛門が開いた流派である。八戸藩の固有の剣術であり、九代目八戸藩主南部信順も石井辰右衛門から学んでいる。川崎流和、溝口流居合、一当流和と関係が深い。
高木新左衛門は溝口流居合の伝承者でもあり、三代目の川崎半左衛門は川崎流和の二代目である。現在も伝承者がいるかは不明であるが、近代まで八戸で伝承されていた。

## 系譜
高木新左衛門-溝口又左衛門尉-川崎半左衛門-飯岡八平種和と続き八戸藩に広まった。

## 技法
丸流兵法の特徴について、「丸流兵法は面や籠手などの道具の未だ造られなかった時代に、袋竹刀を以って突撃の機微を練習せしめたもの。」であると北村益が説明している。